# Дюна (оповідання)
Дюна  — коротке оповідання жахів Стівена Кінга, вперше опубліковане в осінньому випуску Granta за 2011 рік, а пізніше зібране в його збірці оповідань 2015 року «Ярмарок нічних жахіть».

## Сюжет
У Флориді суддя Верховного суду Флориди у відставці, на ім’я Харві Бічер все життя був одержимий таємничою піщаною дюною на безіменному острові, неподалік від узбережжя, де знаходиться власність його сім’ї. Він вже був дуже старий і ледь міг подолати шлях до Дюни на човні. Коли він ще був дитиною і вперше наважився вирушити на острів у пошуках закопаних скарбів, він побачив написані на піску імена людей, які померли протягом місяця.  Все життя він знову і знову повертався на острів що б дізнатись нові імена людей, і всі вони помирали не пізніші ніж за місяць. Адвокат Бічера, Ентоні Вейленд, приїжджає, щоб допомогти Бічеру завершити його останню волю. Складаючи документ, Бічер розповідає про свій останній візит до дюни та похмурий спогад про свій життєвий досвід з нею. Ім’я, яке Бічер знайшов написаним у дюні, є причиною, через яку він тепер хоче, щоб його заповіт було завершено якнайшвидше. Вейленд припускає, що Бічер бачив своє власне ім'я на піску, але пізніше випливає, що ім'я було ім'ям Вейленда.

## Рецепція
Станом на листопад 2015 читачі веб-сайту Goodreads.com зареєстрували 139 оцінок історії із середнім балом 3,77 із 5 зірок.